# Грёвер, Теодор
Теодор Грёвер (нем. Theodor Gröver; 5 декабря 1909, Ризенбекк, Германская империя — 25 августа 1975, Хёрстель, ФРГ) — унтерштурмфюрер СС, служащий айнзацкоманды 6 в составе айнзацгруппы C, осуществлявшей массовые убийства на оккупированной территории Украины, и осуждённый военный преступник.

## Биография
Теодор Грёвер родился 5 декабря 1909 года в семье слесаря. До восьмого класса посещал гимназию в Райне, после чего работал на отцовском предприятии. Впоследствии Грёвер три года учился банковскому делу, работая в сберегательной кассе в Иббенбюрене.
1 ноября 1933 года вступил в Штурмовые отряды (СА) и в том же году основал отделение гитлерюгенда в своём родном городе. В 1935 году служил в вермахте. В 1936 году был переведён в Берлин, где служил в главном управлении СД. В июне 1936 года был зачислен в ряды СС (№ 280187). 1 мая 1937 года вступил в НСДАП (билет № 4583133).
С 1937 года работал в администрации школы СД в Бернау. В 1939 году после начала вторжения Германии в Польшу был зачислен в 5-ю айнзацгруппу. В августе 1940 года был переведён в отделение гестапо в Вюрцбурге. В сентябре 1941 года был откомандирован в Киев и вскоре был зачислен в айнзацкоманду 6 в составе айнзацгруппы C. Грёвер принимал личное участие в расстрелах. В октябре 1941 года по приказу командира подразделения Эрхарда Крёгера руководил расстрелом 800 пациентов психиатрический клиники в Днепропетровске. Летом 1942 года возглавил отделение полиции безопасности и СД в Умани. На месте службы Грёвер часто появлялся в состоянии алкогольного опьянения, что послужило основанием для перевода в октябре 1942 года на прежнее место службы в Вюрцбурге. 30 апреля 1943 года суд СС и полиции в Нюрнберге за преступное деяние в состоянии алкогольного опьянения приговорил Грёвера к 8 месяцам заключения. Он был отправлен в исправительный лагерь СС Данциг-Матцкау. В сентябре 1944 года был призван в войска СС и весной 1945 года в Гармиш-Партенкирхене взят в американский плен.
7 мая 1946 года был доставлен в лагерь для интернированных в Дармштадте. В ночь с 7 на 8 апреля 1947 года совершил побег из лагеря. С 1947 года занимался продажей текстиля в Ризенбекке. С 30 апреля 1962 по 15 декабря 1964 года находился в следственном изоляторе. 7 августа 1963 года земельным судом Вупперталя за пособничество в убийстве 800 душевнобольных и 10 евреев был приговорён к пяти годам и шести месяцам заключения в тюрьме строгого режима. После двух кассационных процессов приговор был утверждён 13 декабря 1967 года. В 1971 году был условно-досрочно освобождён.